# Nakomestinga-Peulh
Ne doit pas être confondu avec Nakomestinga.
Nakomestinga-Peulh est une localité située dans le département de Saaba de la province du Kadiogo dans la région Centre au Burkina Faso. En 2006, cette localité comptait 116 habitants dont 43,1 % de femmes.

## Santé et éducation
Le centre de soins le plus proche de Nakomestinga-Peulh est le centre médical de Saaba tandis que l'hôpital d'importance est le centre hospitalo-universitaire (CHU) du pays qui se trouve dans le quartier de Bogodogo à Ouagadougou.